# Bucorvus leadbeateri
Bucorvus leadbeateri là một loài chim trong họ Bucorvidae.

## Hình ảnh

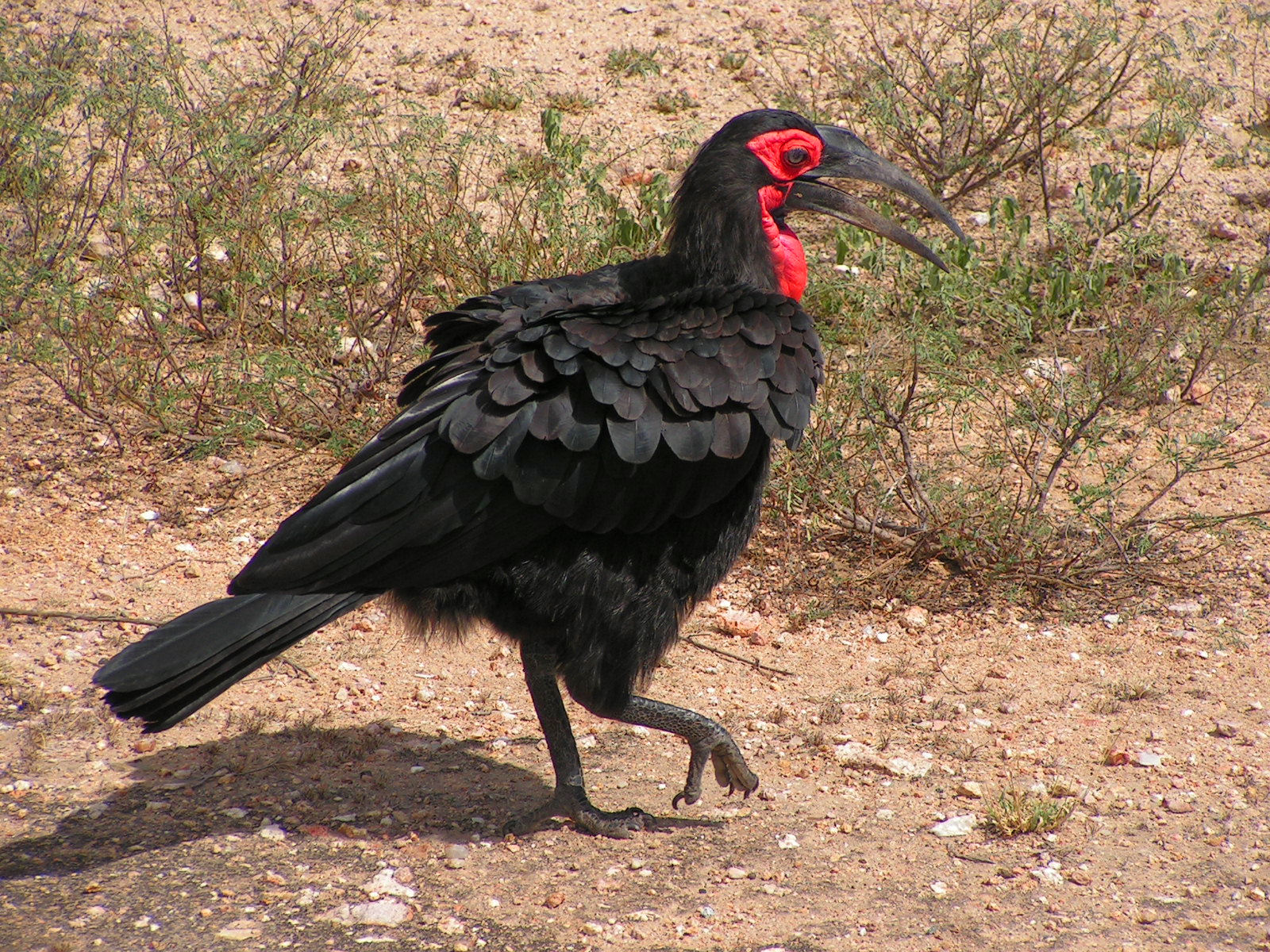
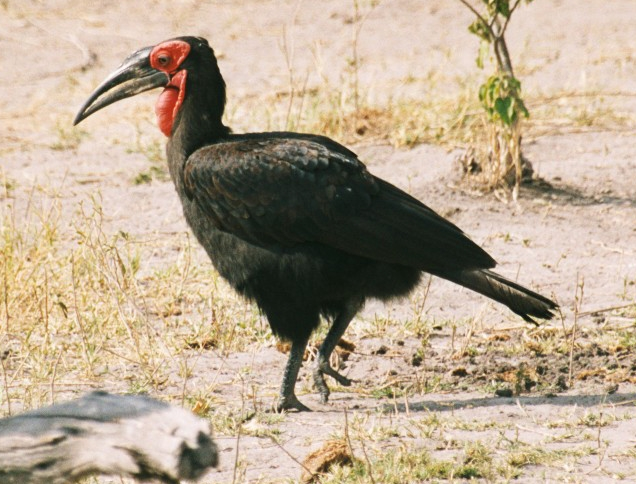
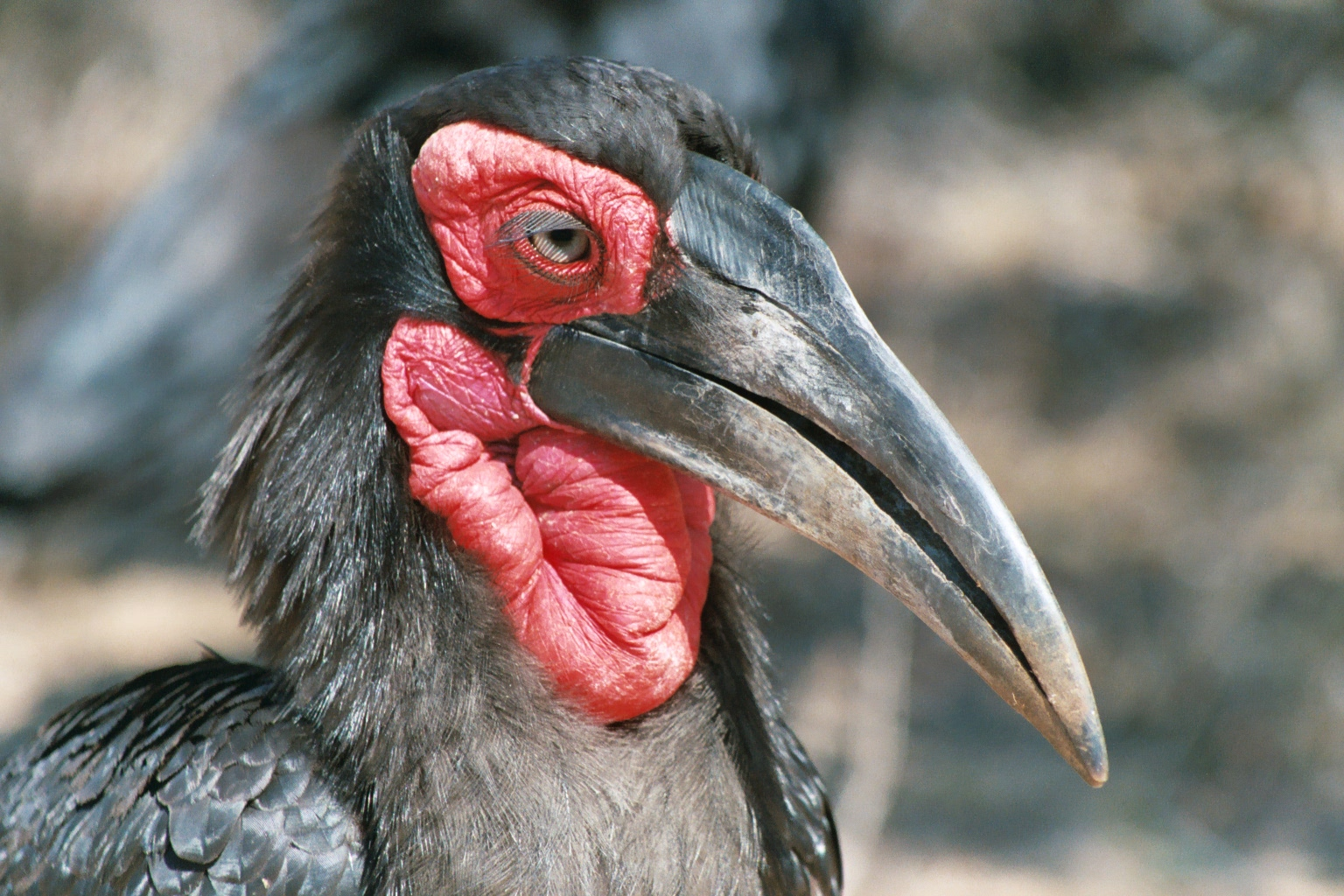
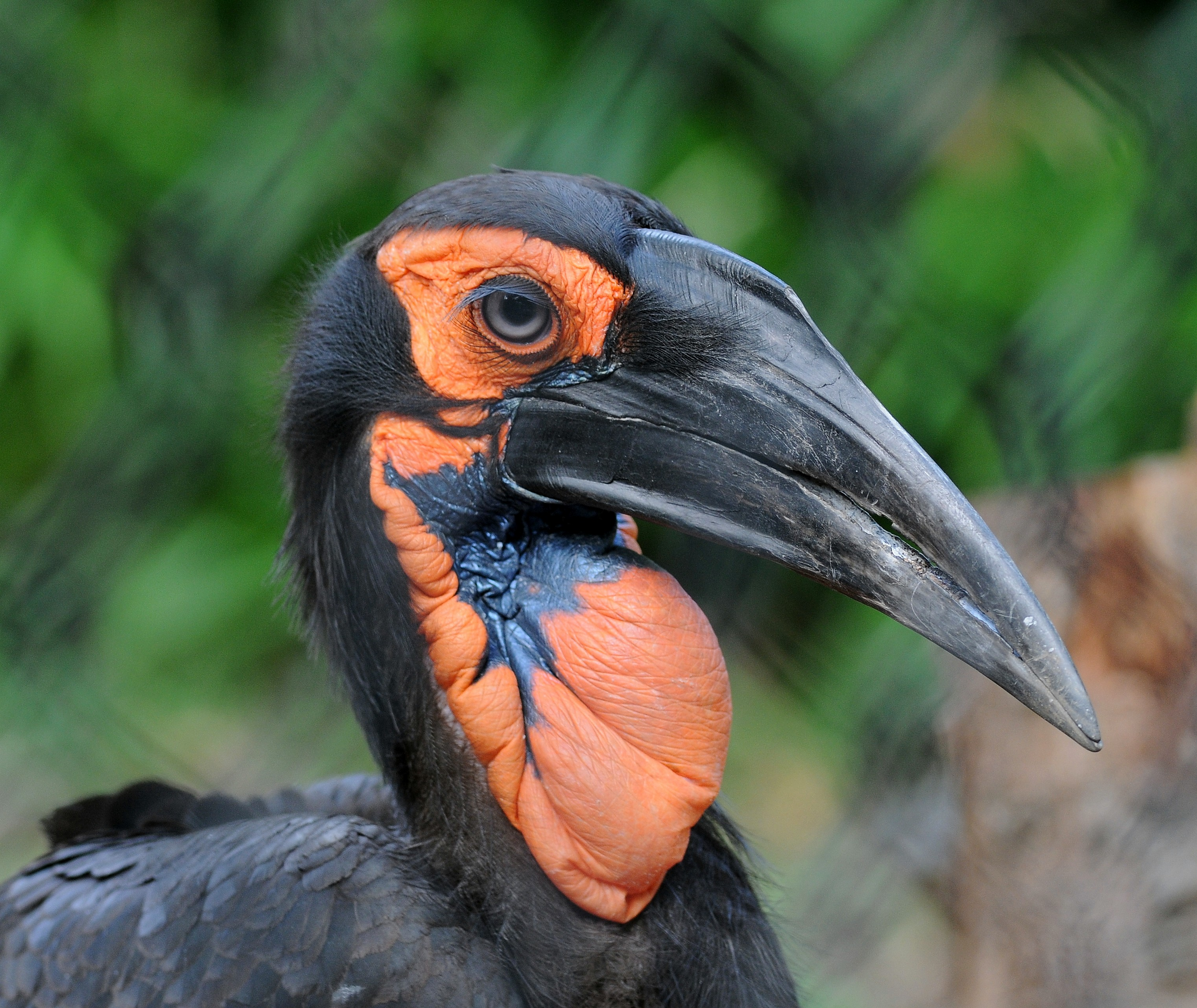
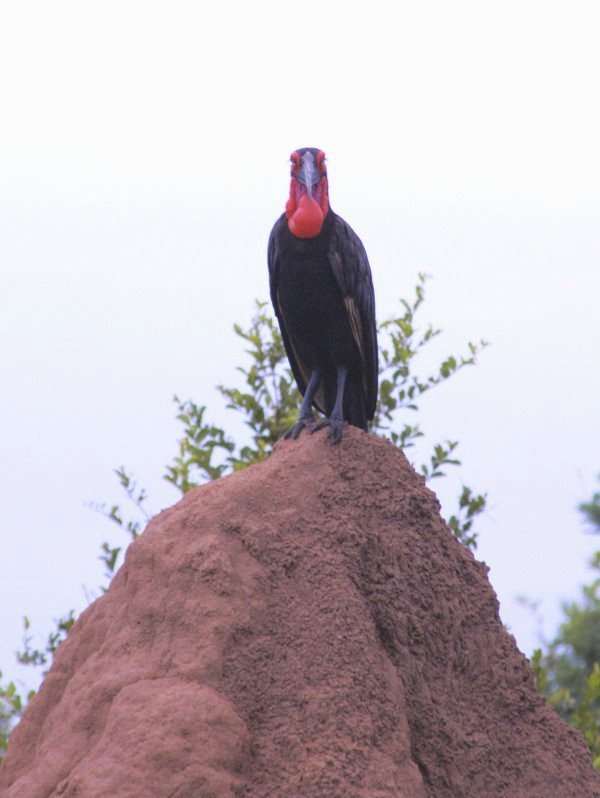